# اندیس هنجای
هنجای یک اندیس فلزی است که در حوالی شهر رامشک استان کرمان قرار دارد و مادهٔ معدنی موجود در آن، مس است.سنگ میزبان این اندیس بازالت ، آهک است و دیرینگی آن به دوران کرتاسه بالایی می‌رسد. در این اندیس، پاراژنز‌های مالاکیت ، آزوریت ،هماتیت، کالکوسیت یافت می‌شوند.